# ティーン・トーク・バービー
ティーン・トーク・バービー（Teen Talk Barbie）とは1992年にマテルが発売したバービー人形の一種である。
この人形はボタンを押すとランダムにセリフが出る仕組みとなっており、このうちの一つである「数学の授業って大変」（"Math class is tough"）というセリフは「女は数学が苦手」というステレオタイプを定着させるものとして物議をかもした。
さらに、バービー解放機構を名乗るパフォーマンスアート集団が、本製品の音声機構をハズブロから発売された『G.I.ジョー』のおしゃべりデューク人形のそれと入れ替えて店頭に並べる騒ぎも起きた。

## 沿革
本製品は1992年のアメリカ国際玩具フェアにて展示された後、同年7月に25ドルで売り出され、350,000体が製造された。
人形の本体には音声機構が内蔵されており、「いいお洋服はあるかしら？」（"Will we ever have enough clothes?"）や、「お買い物行きたい?」（"Want to go shopping?"）、「いいね、じゃショッピングモールで会おう」（ "Okay, meet me at the mall）、「お医者さんになるために勉強してるの」（"I'm studying to be a doctor"） といったセリフがあり、「数学の授業って大変」（"Math class is tough"）はその一つである。

## 論争
本製品は「女は数学が苦手」というステレオタイプを定着させるものとして物議をかもした。
米国数学教師評議会はショッピングに関するセリフと関連して抗議し 、米国大学女性協会も女児教育において数学や理科の教育が不十分とする報告の中で本製品について批判している。
当初マテルは抗議を受けて音声機構を抜いた人形との交換を申し出 、米国大学女性協会に謝罪した後、これ以降製造する分については当該セリフを削除し、すでに購入した者に対しては交換を呼び掛けた。
1994年に放送されたテレビアニメ『ザ・シンプソンズ』のキャスリーン・ターナーの人形では本件をモデルとしている。
この回では、着せ替え人形マリブ・ステーシー（Malibu Stacy）の新作に収録された「考えすぎると顔がしわだらけになるよ」（Thinking too much gives you wrinkles.）という性差別的なセリフに抗議するために、登場人物の一人であるリサが試行錯誤する様子が描かれている。

## セリフ入れ替え
1993年、この人形が時代遅れの固定観念を象徴するとして、バービー解放機構を名乗る イーストヴィレッジの パフォーマンスアート集団が、300体の本製品の音声機構を『GIジョー』のおしゃべりデューク人形のそれと入れ替えて店頭に戻した。
その結果、この人形が「ぶっ殺してやる」など物騒なセリフをしゃべるようになった。
改造された製品はニューヨーク州とカリフォルニア州で確認された